# Ivanoff Head
Ivanoff Head är en udde i Antarktis. Den ligger i Östantarktis. Australien gör anspråk på området.
Terrängen inåt land är platt västerut, men åt sydost är den kuperad. Havet är nära Ivanoff Head norrut. Trakten är obefolkad. Det finns inga samhällen i närheten.